# Allaxius clypeatus
Allaxius clypeatus är en kräftdjursart som först beskrevs av De Man 1888.  Allaxius clypeatus ingår i släktet Allaxius och familjen Axiidae. Inga underarter finns listade i Catalogue of Life.